# Suzy (chanteuse)
Pour les articles homonymes, voir Suzy.
Susana Guerra, plus connue sous le nom de Suzy est une chanteuse portugaise.
Le 15 mars 2014, elle gagne le Festival RTP da Canção et est choisie pour représenter le Portugal au Concours Eurovision de la chanson 2014 à Copenhague, au Danemark avec la chanson Quero ser tua (J'aimerais être tienne).

## Biographie
En décembre 2014, elle chante Because You Need Me en duo avec Axel Hirsoux, le représentant de la Belgique au Concours Eurovision de la chanson 2014,. Il s'agit d'une reprise que le chanteur interprète avec Camille à l'origine,.